# مركز مكافحة السموم
مركز مكافحة التسمم هو عبارة عن منشأة طبية قادرة على توفير النصائح والمساعدة الفورية والمجانية عبر الهاتف في حال التعرض لمواد سامة أو خطيرة.
مراكز مكافحة السموم يجيب على الاسئلة المتعلقة بالسموم المحتملة، بالإضافة إلى توفير نصائح إدارة العلاج عن المنتجات المنزلية والادوية والمبيدات الحشرية والنباتات واللدغات واللسعات وتسمم الغذاء وتسمم الابخرة.
يوجد في الولايات المتحدة الأمريكية أكثر من 72% من حالات التعرض للمواد السامة يتم التعامل معها عن طريق الهاتف، مما يقلل وبشكل كبير لزيارات قسم الطوارئ والاطباء المكلفة.

## التاريخ
بعد الحرب العالمية الثانية كان هناك انتشار لانواع جديدة من الادوية والمواد الكيميائية في الاسواق التجارية، وبناء على ذلك زادت حالات الانتحار، وتسمم الأطفال بشكل جذري. في ذلك الوقت حوالي نصف حوادث تسمم الأطفال كانت مميتة بشكل كبير. هذه العوامل ادت إلى تطوير استجابة لحالات التسمم المقصودة والغير مقصودة من المجتمع الطبي.
في أوروبا في أواخر 1940 تم بناء عنابر السموم، تم بناء عنابر بدائية في مدينة كوبنهاجن وبودابست، وبدأ في هولاندا خدمات المعلومات عن السموم.
في الولايات المتحدة الأمريكية وخلال عام 1930 قام الصيدلاني لويس جدالمان، المعروف عنه في كيمياء المواد الضارة، بانشاء خدمات المعلومات عن السموم في مستشفى سانت لوك (شيكاغو، الينوي). فاصبح معروف في شيكاغو والولايات المتحدة الأمريكية بالشخص الذي يجب مكالمته في حالات التسمم. في اواخر 1940 بدأ جدالمان بتنظيم المعلومات عن السموم إلى بطاقات ملاحظة وانشأ شكل موحد لجمع المعلومات الجديدة عن المواد السامة الجديدة.
بحلول عام 1953 كان قد جمع مكتبة واسعة من المعلومات عن الاف السموم، وو انشأ أول مركز لأدارة السموم مع ادوارد برس. و بحلول عام 1957 كان هناك 17 مركز ادرة للسموم في الولايات المتحدة الأمريكية، بوجود مركز شيكاغو كقدوة، هذه المراكز تعاملت بشكل رئيسي مع الاستفسارات الطبية عن طريف تقديم معلومات عن المكونات والسمية للمنتجات، بالإضافة إلى تقديم توصيات علاجيية. على مدار الوقت بدأت مراكز إدارة السموم باخذ المكالمات من عامة الشعب. اكثرية مراكز السموم لم يكونوا جزء من منشأت علاج المرضى، بل قدموا المعلومات فقط.
في عام 1958 تم إنشاء الاتحاد الأمريكي لمراكز مكافحة السموم لتشجيع التعاون بين مراكز مكافحة السموم في مختلف المدن ولتوحيد عملية التشغيل لهذه المراكز. كما ان الاتحاد الأمريكي لمراكز مكافحة السموم يقدم طرق للوقاية من السموم وبرامج توعوية لكل من الاطباء وعامة الشعب بالإضافة إلى نشاطات التحاد الرئيسية. في عام 1968 تم تأسيس الاكاديمية الأمريكية لعيادات علم السموم من مجموعة من الاطباء. ان الهدف الرئيسيي للاكاديمية الأمريكية لعيادات مختصي السموم هو تطبيق مبادئ علم السموم على علاج المريض وتحسين معايير الرعاية على اسس وطنية. في ستينات وسبعينات من القرن ال 20 تزايدت اعداد مراكز مكافحة السموم بشكل كبير وبحلول عام 1978 أصبح عدد المراكز 661 في الولايات المتحدة الأمريكية. وهذه التوجه انعكس خلال ثمانينات وتسعينات القرن ال20 باغلاق عدد من المراكز. في عام ال2000 كان هناك 51 مركز معتمد في الولايات المتحدة الأمريكية. واليوم يوجد 55 مركز في الولايات المتحدة الأمريكية.
حركة مماثلة نشأت في أوروبا لكن بغير الحركة الأمريكية، كان الاكثرية مراكز علاج من السموم وكانت مركزية مع وجود مراكز مدمجة للمعلومات عن السموم. طور الفرنسيون وحدة للمريض الداخلي لعلاج المرضى من السموم في اواخر خمسينات القرن ال 20. في بريطانيا تم تطوير خدمة المعلومات عن السموم الوطنية. وتقريبا في ذلك الوقت انشأ الطبيب هنري ماثيو مركز علاج السموم في مدينة ايدينبرج.

## اليوم
توفر مراكز مكافحة التسمم خدمات ممتازة، تظهر الابحاث بان كل دولار يتم استثماره في مركز مكافحة التسمم يوفر 13.39 دولار في تكاليف وانتاج الرعاية الصحي.
قدمت مراكز مكافحة التسمم بشكل تقليدي الاستشارة الخبيرة، لكن في 30/12/2014 تم اطلاق منصة إلكترونية من مجموعة من مراكز مكافحة السموم في الولايات المتحدة الأمريكية لتلبية الاحتياج لمعلومات صحية دقيقة مبينة على الشبكة العنكبوتية. بالاعتماد على العمر والوزن ز المواد المطبقة يتم تقديم تعليمات مختصة بالحالة المتعرضة للسموم.
التطبيق يعتمد على استعمال خوارزميات تعتمد على المواد لتوليد توصية لزيارة مركز طوارئ أو الاتصال بمركزمكافحة التسمم، اما إذا كان من الآمن البقاء بالمنزل يتم التوصية بعلاج منزلي والاعراض الناجمة والاعراض الخطيرة التي تتطلب زيارة مركز طوارئ في حال ملاحظتها.

## الدول

### بلجييكا (و لاكسيمبورج)
مركز مضاد السموم البلجيكي يقوم بالاستقبال والإجابة عن المكالمات الطارئة لأعطاء النصائح الطبية المتعلقة بحالات التسمم على مدار الساعة طوال أيام الاسبوع خلال السنة، فهو خط ساخن يمكن الوصول اليه من الهاتف عى الرقم 070245245 في بلجيكا وهو متاح للخبيرون الطبيون وعامة الشعب، وليستطيع لاجابة المكالمات بشكل وصفي يقوم المركز بادارة قاعدة معلومات مع معادلات لمخاليط خطرة تقدم من المنشأة، وقاعدة معلومات من وثائق علمية ذات صلة في علم السموم، كما ان مركز مضاد السموم مسؤول عن الحفاظ على كمية من مضادات السموم غالية الثمن أو النادرة، وايضا إدارة شبكة من صيدليات المستشفيات التي يوجد لديها أيضا مضادات سم محددة.

### ألمانيا
انشأت الولايات الألمانية مراكز مكافحة للسموم، ويوجد حاليا 8 مراكز بعضهم يخدم أكثر من ولاية.
إيطاليا
تعد المنشأة الوطنية للصحة هي المسؤولة عن مكافحة السموم في إيطاليا.

### مصر
انشئ مركز جامعة عين شمس لمكافحة السموم عام 1981, ويعد من اقدم مراكز علاج السموم في الشرق الأوسط، يوجد بها قسم المرضى الداخلي ووحدة الرعاية المركزية وقسم تحليل السموم.
فلسطين
انشئ المركز الفلسطيني لمكافحة السموم والمخدرات عام 2006.

### المملكة العربية السعودية
يزود المركز الوطني لخدمات المعلومات عن السموم الاطباء بالمعلومات اللازمة عن السموم لضمان حصول المصابين العلاج المناسب، لا يستقبل المركز الوطني لخدمات المعلومات عن السموم مكالمات من عامة الشعب، بل يجب ان يتم الاتصال على رقم الحالات غير الطارئة 111 و 999 للحالات الطارئة.